# De l'Allemagne
De l'Allemagne,, est un essai littéraire et philosophique de Madame de Staël. L'ouvrage de Germaine de Staël contient une mine d'observations historiques et contemporaines, sur la littérature et les arts, les sciences et la nouvelle philosophie développés dans l'ombre du pays des Lumières, de l'autre côté du Rhin.

## Genèse
L'ouvrage aurait dû être publié en 1810, alors que Germaine de Staël subissait l'exil décidé par Napoléon Ier après la publication du roman Delphine. Malgré toutes ses précautions d'écriture, il n'échappe pas à la censure impériale : les exemplaires sont intégralement saisis chez l'imprimeur et détruits. À l'exception cependant de trois tomes,,, annotés par l'éditeur, Henri Nicolle, et aujourd'hui conservés à la Bibliothèque nationale de France.
Si une édition clandestine paraît en 1813 (imprimée à Londres et rééditée l'année suivante, en 3 volumes), c'est seulement après la chute de l'Empereur que l'ouvrage peut paraître officiellement en France. L'édition de 1839, en 1 volume, est préfacée par Xavier Marmier de l'Académie française. Elle est publiée chez Charpentier (qui diffuse également les œuvres de Balzac). Une deuxième préface, cette fois de la plume de Madame de Staël, raconte en détail les péripéties de l'édition détruite par la police impériale.

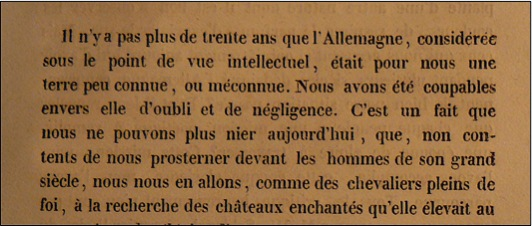
Début de la préface de Xavier Marmier dans l'édition de 1839

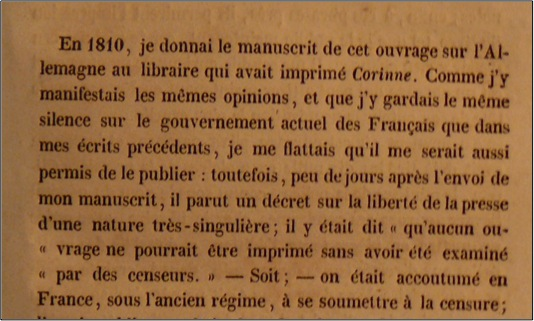
Début de la préface de Germaine de Staël dans les éditions de 1813 et postérieures (ici l'édition de 1839)

## Contenu
L'ouvrage est un plaidoyer en faveur de la culture allemande. Le ton est très personnel, l’auteur y exprime ses préoccupations, notamment son attachement à la liberté, son goût pour l’expression des sentiments et de l’enthousiasme, opposé aux conventions trop prégnantes dans la culture française.
« Demeurée fidèle à l’esprit des Lumières, elle n’accepte pas tout l’héritage du XVIII è siècle: la raison raisonnante a desséché la puissance du sentiment, tari les sources de la religion et favorisé une philosophie matérialiste qui a plongé «l’univers et l’homme dans les ténèbres.» Il faut renouer avec les sources de la sensibilité et l’Allemagne doit y aider » (Michel Winock)
Dans une première partie, Germaine de Staël consacre 20 chapitres aux données géographiques et sociologiques les plus variées : tandis que différents chapitres traitent de l'Allemagne méridionale, de l'Autriche, de Vienne, de l'Allemagne du nord, de la Saxe, de Weimar, la Prusse, Berlin (…), le troisième chapitre est consacré aux femmes allemandes, le quatrième traite de l'esprit de chevalerie sur l'amour et l'honneur, le onzième sur l'esprit de conversation, le dix-huitième sur les universités...
La deuxième partie est consacrée à la littérature et aux arts. Comme énoncé dans le premier de ses 32 chapitres, il s'agit de corriger la méconnaissance ou manque d'intérêt des Français d'alors par une présentation très complète des œuvres allemandes, littéraires, poétiques, théâtrales, picturales etc. Des chapitres indépendants sont consacrés à Wieland, Klopstock, Lessing et Winckelmann, Goethe, Schiller.
La troisième partie est consacrée à la philosophie et la morale avec l'érudition et clarté d'exposé qu'on connaît à la romancière épistolière et philosophe genevoise. Les quatre premiers de 21 chapitres sont consacrés à ses vues sur la philosophie en général, les philosophes anglais (Bacon et Locke en particulier) et français (Pascal, Descartes, Malebranche, Condillac…). Une place toute particulière est ensuite donnée à Emmanuel Kant, et à la nouvelle philosophie allemande, non sans avoir auparavant présenté l'œuvre de Leibniz. Dans le Chapitre VI, Madame de Staël témoigne de l'admiration qu'elle porte à Kant. Indépendamment de l'analyse de la Critique de la raison pure, de la Critique de la raison pratique et de la Critique du jugement, elle rappelle les premiers travaux scientifiques du jeune Kant et qu'on lui doit la prédiction de l'existence d'Uranus, avant l'observation de la planète par Herschel. Deux chapitres de la troisième partie précisent la morale, fondée sur l'intérêt personnel, sur l'intérêt national, et un chapitre est consacré à la morale scientifique. Jacobi et son roman philosophique Woldemar font l'objet de deux chapitres.
La quatrième partie comprend 12 chapitres sur la religion en Allemagne : les places respectives qu'y tiennent protestantisme et catholicisme, les théosophes, les sectes, la contemplation de la nature, l'enthousiasme, l'influence de l'enthousiasme sur les Lumières, et enfin l'ouvrage se conclut par l'influence de l'enthousiasme sur le bonheur. Une toute dernière phrase serait, selon Germaine de Staël, celle qui aurait le plus contribué à la censure par les policiers du Premier Empire :

« O France ! terre de gloire et d'amour ! si l'enthousiasme un jour s'éteignait sur votre sol, si le calcul disposait de tout et que le raisonnement seul inspirât même le mépris des périls, à quoi serviraient votre beau ciel, vos esprits si brillants, votre nature si féconde ? Une intelligence active, une impétuosité savante vous rendraient les maîtres du monde ; mais vous n'y laisseriez que la trace des torrents de sable, terribles comme les flots, arides comme le désert ! »